# Arno Bohlmeijer
Arno Bohlmeijer (Wilnis, 21 mei 1956) is een Nederlands schrijver van boeken voor volwassenen en kinderboeken en vertaler.

## Levensloop
Bohlmeijer volgde de lerarenopleiding (Frans en Engels) en studeerde Engelse letterkunde aan de Universiteit Nijmegen. Hij gaf Engelse les op een middelbare school (HAVO/VWO), totdat hij begin 1993 besloot om zich volledig aan het schrijven en vertalen te wijden.
In 1992 verloor Arno Bohlmeijer zijn echtgenote door een auto-ongeluk. Hijzelf en zijn twee dochters raakten bij dat ongeval gewond. Over het auto-ongeluk en wat dat voor hem en zijn kinderen heeft betekend, schreef hij verschillende boeken.
Zijn boeken werden vertaald in het Engels, Duits en Pools.

### Boeken voor volwassenen
- Op het punt van breken (1987)
- Papieren duiven (1990)
- De luwte (De Arbeiderspers, 1992)
- Aan een engel die nieuw is (De Arbeiderspers, 1994)
- Het vermoeden (1995)
- Schuilgaan. Waar het bloed niet kruipt (Davidsfonds, 2016)

### Kinder- en jeugdboeken
- We zijn heus niet bang. Met illustraties van Camila Fialkowski (Van Goor, 1992)
- Mogen we nu een konijn? Met illustraties van Camila Fialkowski (Van Goor, 1993)
- Eerlijk verraad (Van Goor, 1993)
- Ik moet je iets heel jammers vertellen (Van Goor, 1994)
- Musje, het meisje van de zon. Met illustraties van Margriet Heymans (Van Goor, 1995)
- Musje en de wereld. Met illustraties van Margriet Heymans (Van Goor, 1996)
- Musje bang, boos, verliefd. Met illustraties van Margriet Heymans (Van Goor, 1997)
- Rotzooi in mijn hoofd (Leopold, 1999)
- Help mij! (Zwijsen, 1999)
- Het geheim van de waarheid (Leopold, 2000)
- Kleine vrijheid (Van Goor, 2002)
- Beesten en meisjes (Lannoo, 2006)
- Per ongeluk (Lannoo, 2007)
- Wie gevonden wil worden (Clavis, 2012)
- Wil je mijn geheim zijn (Clavis, 2013)
- Protest (Clavis, 2015)

### Uitgebracht in het Engels
- Between Falling and Walking (roman, 2014)
- After Winter, Intrinsic Silence (gedicht)

## Prijzen
Voor zijn jeugdliterair werk ontving Bohlmeijer in 1997 het Charlotte Köhler Stipendium. In 2018 eindigde hij met een gedicht als finalist voor de Amerikaanse Gabo Prize for Literature in Translation & Multilingual Texts. In 2021 won hij het Amerikaanse PEN/Phyllis Naylor Stipendium voor schrijvers van kinderboeken en jeugdromans.